# IC 1390
IC 1390 ist eine Balken-Spiralgalaxie vom Hubble-Typ SBc im Sternbild Aquarius auf der Ekliptik. Sie ist schätzungsweise 257 Millionen Lichtjahre von der Milchstraße entfernt und hat einen Durchmesser von etwa 30.000 Lichtjahren.
Im selben Himmelsareal befindet sich u. a. die Galaxie IC 1387.
Das Objekt wurde am 4. Dezember 1891 von Stéphane Javelle entdeckt.